# Martha Brautzsch

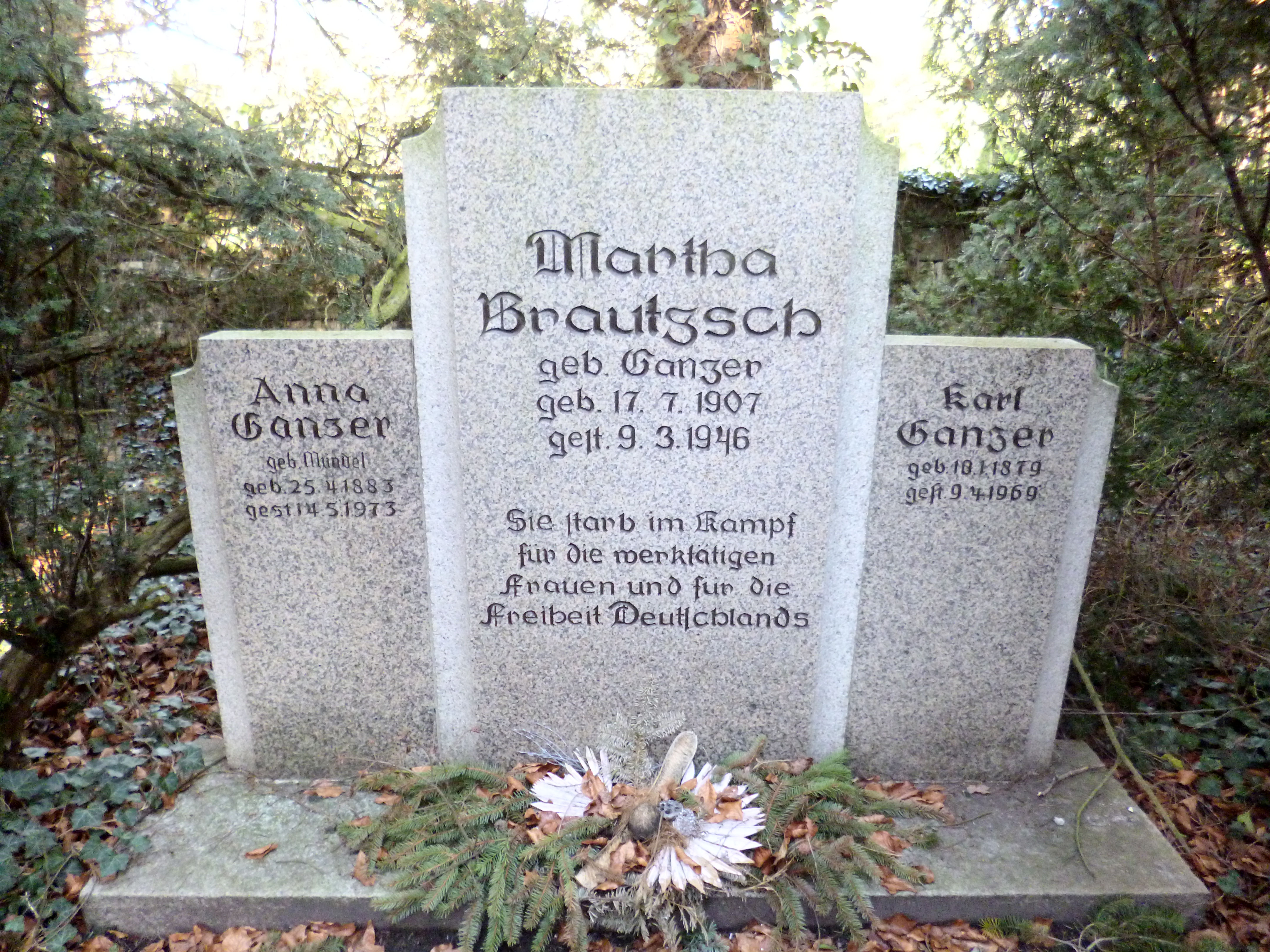
Grab von Martha Brautzsch auf dem hallischen Südfriedhof

Martha Brautzsch, geborene Ganzer (* 17. Juli 1907 in Halle (Saale); † 9. März 1946 in Kospa, Landkreis Delitzsch) war eine Funktionärin der KPD in der sowjetischen Besatzungszone. Sie wurde von einem marodierenden sowjetischen Soldaten ermordet.

## Leben
Die Tochter eines Steinsetzers wurde 1924 Mitglied der KPD. Während der Zeit des Nationalsozialismus war sie im kommunistischen Widerstand aktiv. Nach ihrer Haftentlassung 1934 geriet sie mit den Nationalsozialisten nicht mehr in Konflikt. Ihr Mann Max Brautzsch war drei Jahre in Gefängnissen und im KZ Lichtenburg inhaftiert. Er wurde im Februar 1943 in das Strafbataillon 999 eingezogen, geriet in Kriegsgefangenschaft und kehrte im Juli 1947 nach Halle zurück.
Nach Kriegsende engagierte sie sich besonders in der antifaschistischen Frauenbewegung und kämpfte für die Gleichberechtigung der Frauen. Am 23. April 1945 wurde sie in die KPD-Leitung für Halle und Umgebung berufen. Nach Bildung der KPD-Bezirksleitung Halle-Merseburg im Juni 1945 war sie als Mitglied der Bezirksleitung für die Frauenarbeit zuständig. Im September 1945 wurde sie zur ersten Vorsitzenden des antifaschistischen Frauenausschusses der Provinz Sachsen gewählt. Seit Februar 1946 gehörte sie als KPD-Vertreterin zum Organisationskomitee der einheitlichen Arbeiterpartei für die Provinz Sachsen an, die die durch die sowjetische Besatzungsmacht erzwungene Vereinigung der beiden Parteien KPD und SPD zur SED vorbereiteten.
Sie und ihr Fahrer wurden nach einer Veranstaltung zum Frauentag in der Nähe von Kospa ermordet. In der offiziellen Geschichtsschreibung der DDR wurden als Urheber dieser Bluttat „faschistische Banden“ angegeben. Jüngere Forschungen haben ergeben, dass Martha Brautzsch und ihr Fahrer einem marodierenden sowjetischen Soldaten zum Opfer fielen. Ihr Grab befindet sich auf dem Südfriedhof von Halle.

## Ehrungen
Zu Ehren Brautzschs wurden Straßen in Halle (Saale), Genthin, Hettstedt, Löderburg, Doberschütz, Könnern sowie in Kahlwinkel, ein Mütter- und Säuglingsheim in Kropstädt, ein Kinderheim in Battaune und in Krosigk im Saalekreis, und ein Pflegeheim im Schloss Helmstedt nach ihr benannt. In Weißenfels gibt es außerdem einen Martha-Brautzsch-Weg.